# Carro solare di Trundholm

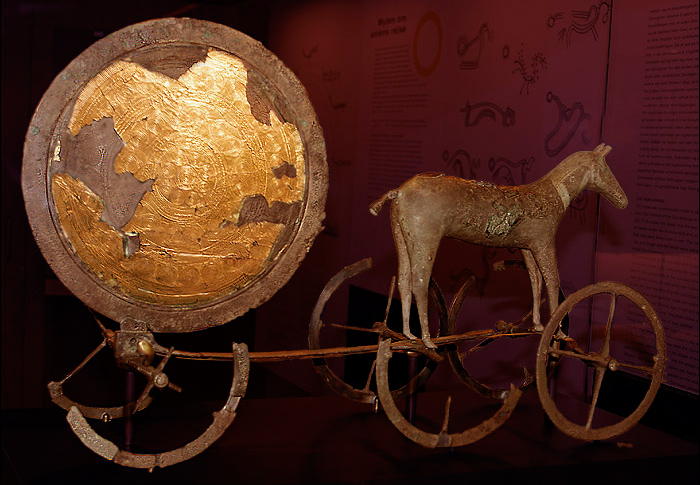
Il carro solare di Trundholm, tipica rappresentazione del Sole secondo la mitologia norrena.

Il carro solare di Trundholm (Solvognen in lingua danese) è un manufatto bronzeo risalente alla tarda Età del bronzo, realizzato col metodo della cera persa. È conservato nel Nationalmuseet di Copenaghen.

## Scoperta
La scultura fu scoperta nel 1902 nella landa di Trundholm (Zelanda occidentale), situata nella costa nordoccidentale dell'isola della Selandia (Sjælland) in Danimarca, in una regione conosciuta come Odsherred (all'incirca a 55°55′N 11°37′E). È datata XV - XIV secolo a.C..

## Descrizione
La statua raffigura un cavallo ed un grande disco, entrambi collocati in una struttura a forma di carro con ruote a raggi. Il cavallo è sostenuto da un tondino, posto sopra quattro ruote, collegato al disco, che è sostenuto da due ruote. Tutte le ruote presentano quattro raggi.
Il disco ha un diametro di circa 25 cm e presenta solo sul lato destro una patina dorata; il perché di ciò è stato interpretato come un'antica credenza diffusa presso le popolazioni nordiche. Esse ritenevano che il Sole venisse trasportato lungo il cielo da Est ad Ovest durante il giorno, presentando il suo lato luminoso alla Terra, mentre di notte avrebbe compiuto il viaggio in senso inverso, mostrando alla Terra il suo lato oscuro.

## Interpretazione
È ormai opinione comune che questo carro solare sia una rappresentazione in miniatura di un carro di culto che veniva guidato lungo un percorso magico-solare, come dimostrano i culti di Nerthus nella Germania settentrionale e di Freyr in Svezia.
Gli studiosi ritengono che il disco rappresenti Sól, una divinità solare della mitologia norrena, figlia di Mundilfœri e moglie di Glenr.
L'oggetto sarebbe stato collocato come offerta in un luogo di sepoltura oggi scomparso.